# Paloma Cordero
Paloma Cordero Delia Margarita Tapia  (Cidade do México, 21 de fevereiro de 1937 — 11 de maio de 2020), mais conhecida como Paloma Cordero, foi a esposa de Miguel de la Madrid, que foi presidente do México de 1982 até 1988 e serviu como primeira-dama daquele país durante o mesmo período. Ela acompanhou o marido durante os passeios em que foram inauguradas obras de assistência social; esteve presente em cerimônias e recepções oficiais; lidou com visitantes estrangeiros e liderou a Sistema Nacional de Desenvolvimento Integral da Família (DIF) e Voluntário Nacional.

## Biografia
Nasceu na Cidade do México. Ela era filha de Luis Cordero Bustamante, advogado, e sua esposa Delia Tapia Labardini, dona de casa. Filha de uma família católica, ela estudou em instituições religiosas. Primeiro no rígido Lestonnac College, na delegação Tlalpan, e mais tarde no Motolinía College.
Sua infância e juventude foram passadas no bairro Hipódromo-Condesa, o lugar para onde a família De la Madrid Hurtado se mudará em 1951. Foi em 1953 quando Paloma e Miguel de la Madrid se conheceram, apresentados por seu irmão mais velho, pois ambos estavam fazendo o serviço militar juntos. Em 1955, ele, vinte, e ela, dezoito, tornaram-se namorados. Quando o relacionamento começou, Miguel estava estudando o quarto ano de Direito.
Após quatro anos de namoro, eles se casaram em 1959 na igreja de Santa Rosa de Lima. O noivo tinha 24 anos e a noiva 22. Dessa união nasceram cinco filhos: Margarita, Miguel, Enrique Octavio, Federico Luis e Gerardo Antonio.
Desde o início do casamento, Paloma apoiou a carreira do marido. Ela até o esperou no México, cuidando dos três primeiros filhos, enquanto ele passava 10 meses estudando para uma pós-graduação na Universidade de Harvard, nos Estados Unidos. E então, quando Miguel de la Madrid estava em ascensão nos degraus da carreira político-administrativa, além de cuidar da casa e de seus filhos, ingressou no trabalho voluntário e passou a dirigir o da Secretaria de Programação e Orçamento quando ele serviu como chefe desse secretariado.[carece de fontes?]

## Primeira Dama do México
Quando o marido foi eleito candidato à presidência da República pelo Partido Revolucionário Institucional (PRI), Paloma Cordero participou ativamente da campanha . Ela o acompanhou em suas turnês pelo México e empreendeu um intenso esforço a favor de sua candidatura.
A residência oficial de Los Pinos, a família De la Madrid Cordero, passou a habitar os primeiros dias do mês de fevereiro de 1983, pois no período de janeiro e fevereiro foram realizados trabalhos de conservação. As paredes foram pintadas em cores diferentes, os tapetes e os móveis foram trocados, entre outras pequenas adaptações. Com o apoio de um decorador amigo da família, a residência foi adornada com móveis da marchetaria de Puebla e alguns outros no estilo mexicano de chipspendale. No período de seis anos de Miguel de la Madrid, a residência adquiriu uma decoração contemporânea, exceto por alguns detalhes mexicanos, como os móveis e os tapetes de Temoaya. [nomeação obrigatória] Da mesma forma, a família trouxe seus próprios móveis de sua residência em Coyoacán, que combinavam com os que pertenciam à casa presidencial, como a sala de jantar e grande parte dos móveis da sala, escritório, biblioteca e a sala Colima.
Como de costume, a família De la Madrid Cordero se estabeleceu no andar superior, enquanto a parte inferior foi deixada para o escritório presidencial e recepções sociais. E em uma das casas que José López Portillo havia construído, onde morava sua filha Carmen Beatriz, a sra. Paloma montou seu escritório. Naquela época, Los Pinos era um lugar bem condicionado. Localizado em uma imensa terra de quase cinco hectares (anteriormente o Rancho "La Hormiga" , pertencente à família Martínez del Río), várias casas e um belo jardim foram erguidos. O De la Madrid gostava de morar lá, especialmente a piscina coberta e o cinema. A desvantagem, no entanto, era a segurança excessiva, que às vezes deixava seus ocupantes desconfortáveis. Paloma resgatou das adegas do castelo de Chapultepec as lâmpadas austríacas que haviam sido removidas por María Esther Zuno de Echeverría, assim como as mesas de madeira fina, as poltronas de estilo europeu e também as pinturas dos melhores pintores mexicanos. E a ordem e o baixo perfil da intimidade doméstica também retornaram ao seu lugar, a tal ponto que quase nenhuma notícia era conhecida sobre o casamento da filha mais velha, realizada ali com tudo e com a presença dos religiosos, ou a celebração de seu aniversário de casamento de prata. ou as escapadas para a casa de fim de semana em Cuautla. 
Como primeira-dama do México, a sra. Cordero acompanhou De la Madrid a todos os passeios realizados em que albergues, hospitais e vendedores ambulantes foram abertos estava presente em todos os atos do protocolo, cuidou de visitantes estrangeiros e dirigiu o DIF e o voluntário nacional. Durante sua presidência, o DIF cresceu com os seguintes programas, aplicação da lei, proteção de menores abusados,viciados em drogas e cegos, reabilitação de deficientes, treinamento de técnicos e profissionais e construção de plantas de processamento de alimentos, abrigos, fazendas, centros de desenvolvimento infantil e acampamentos recreativos.[carece de fontes?]

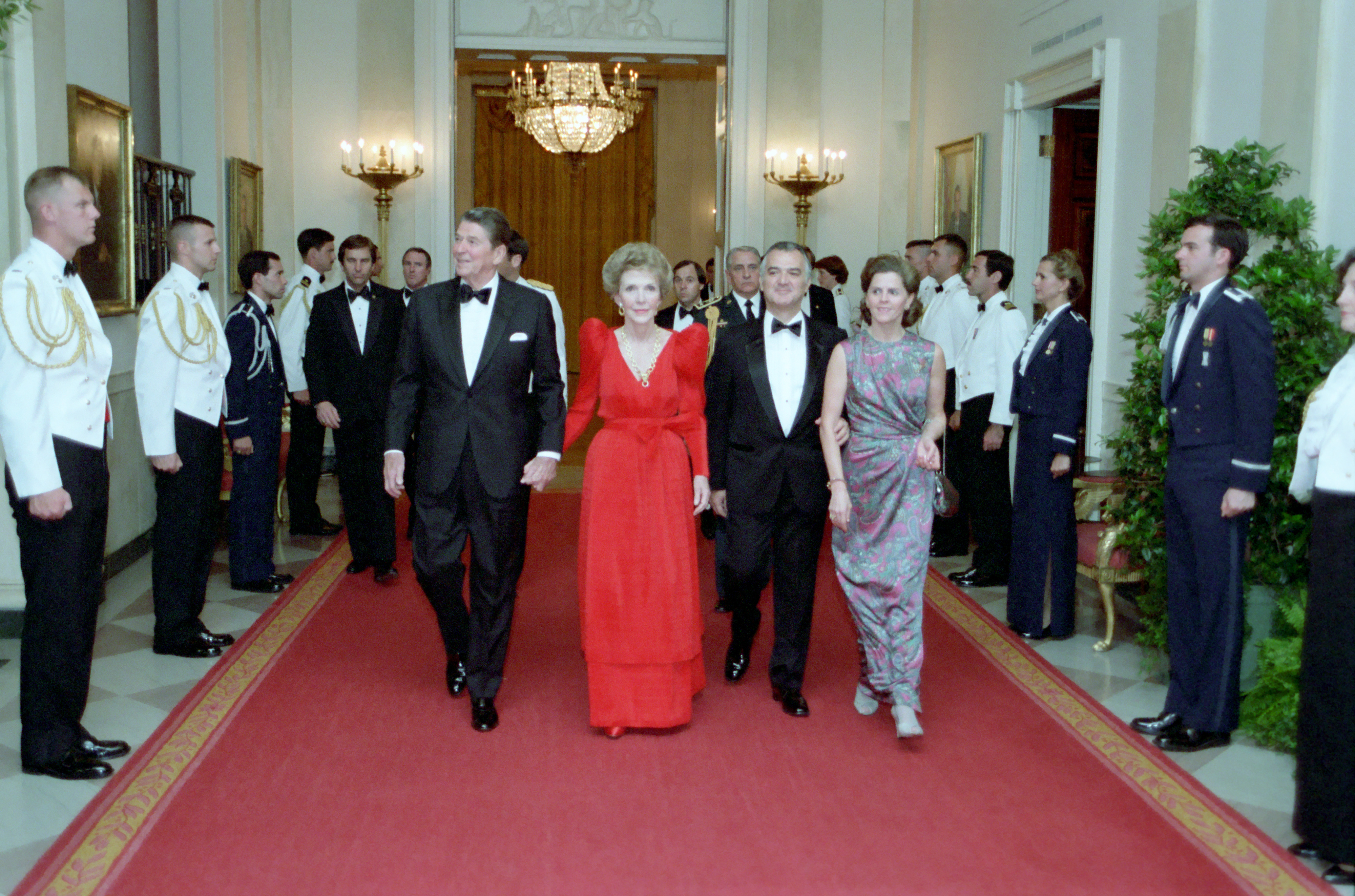
Paloma Cordero (extrema direita) com Ronald Reagan, Nancy Reagan e seu marido, Miguel de la Madrid, em 1984.

Quando o terremoto de 1985 ocorreu, a primeira-dama visitou abrigos e hospitais, visitou muitas pessoas com problemas e enviou ajuda. Permanentemente, a sra. Paloma começou a visitar os abrigos e os diferentes lugares onde as pessoas estavam concentradas, incentivando-as a ter paciência e promovendo sua realocação através do DIF. Apesar da grande dor, os afetados tiveram a oportunidade de ver a generosidade de muitas pessoas que, mesmo sem recursos, apoiavam seus pares. Muitos países enviaram sua ajuda ao México, tanto em alimentos quanto em remédios, além da ajuda francesa com seus cães de resgate. A rainha Sofia da Espanha e Nancy Reagan eles vieram para o país; Colômbia, França e Suíça contribuíram com grupos de resgate.
A primeira-dama dos Estados Unidos, Sra. Reagan, chegou ao México com o objetivo de transmitir pessoalmente ao presidente os sentimentos de solidariedade de seu país e oferecer ao Presidente Ronald Reagan a ajuda que o México solicitou. Ele apresentou um cheque de um milhão de dólares ao Fundo Nacional de Reconstrução e visitou, na companhia de Paloma Cordero, abrigos, hospitais e algumas áreas afetadas. Nancy Reagan e a primeira-dama do México fizeram uma excursão visitando os lugares mais afetados para conhecer suas necessidades. Além disso, a rainha Sofia Ela veio ao México nos primeiros dias de outubro para uma visita de condolências e solidariedade. A princesa Alexandra de Kent, prima da rainha Elizabeth II, foi recebida na Cidade do México uma semana após o terremoto. Vários presidentes latino-americanos foram ver o Sr. De la Madrid para dar seu apoio e oferecer sua ajuda.

## Vida até a morte
No mês de outubro de 1988, a família De la Madrid Cordero deshabitó a residência oficial e voltou para sua residência particular em Coyoacán. Após a administração do presidente, Paloma Cordero retomou as atividades de sua família. Miguel de la Madrid morreu em 1 de abril de 2012 na Cidade do México, e sua viúva esteve presente em seu funeral e na homenagem que o ex-presidente Felipe Calderón Hinojosa prestou ao ex-presidente no Palácio Nacional. 
Paloma Cordero morreu aos 83 anos na Cidade do México em 11 de maio de 2020.